# Massaker von Chortiatis

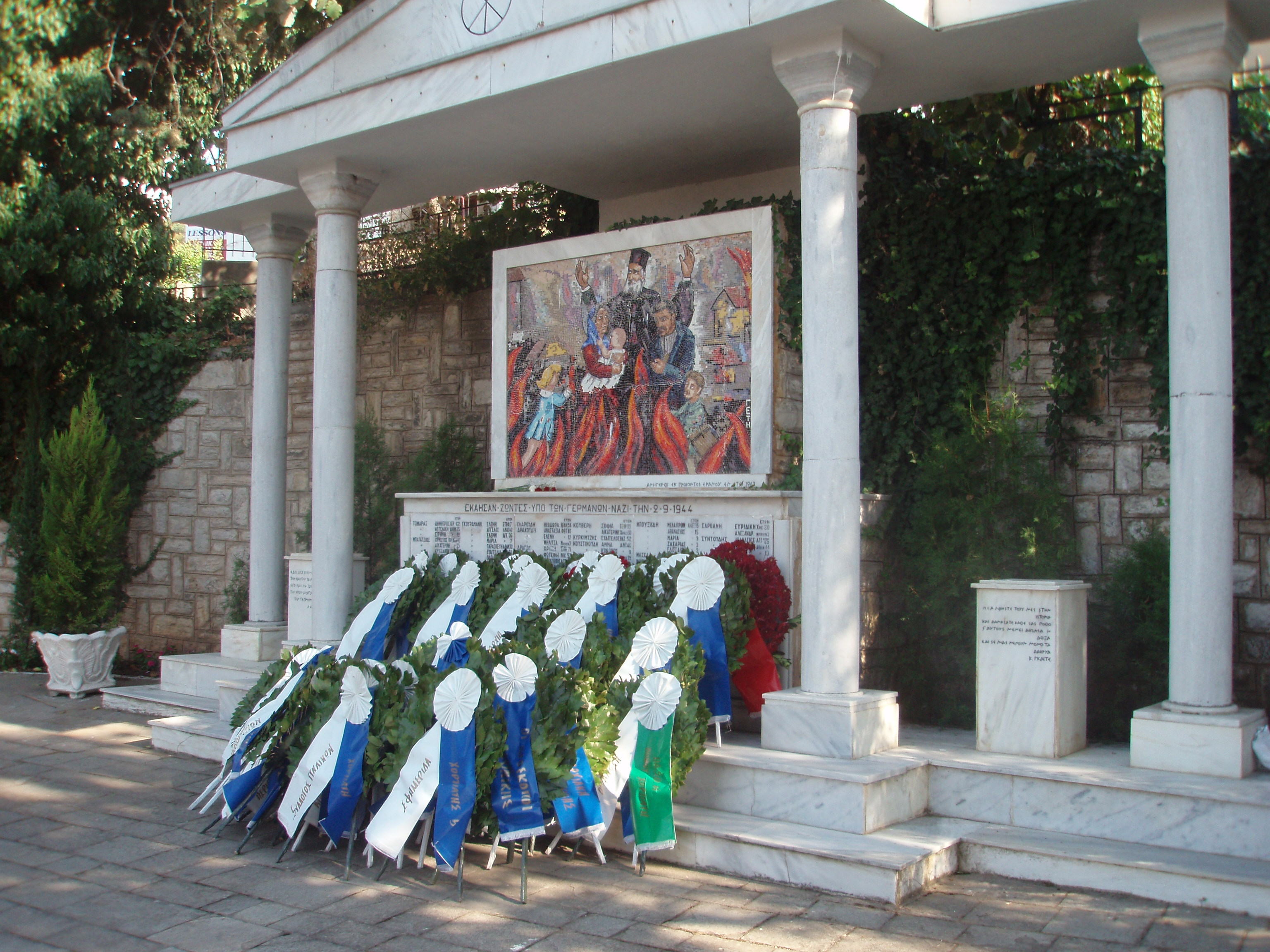
Mahnmal für das Massaker im Dorf Chortiatis. Aufnahme vom 3. September 2008, einen Tag nach der Gedenkfeier mit Kranzniederlegungen einschließlich eines Kranzes des deutschen Generalkonsuls von Thessaloniki.

Das Massaker von Chortiatis war ein deutsches Kriegsverbrechen an der Zivilbevölkerung der nordgriechischen Kleinstadt Chortiatis in der Nähe von Thessaloniki gegen Ende der deutschen Besatzung Griechenlands am 2. September 1944 während des Zweiten Weltkriegs.

## Hergang
Nach der Gefangennahme von zwei griechischen Zivilbeamten und drei deutschen Besatzungssoldaten durch einen Hinterhalt der Griechischen Volksbefreiungsarmee ELAS wurde auf Veranlassung der deutschen Besatzungsbehörden eine Vergeltungsaktion an der Zivilbevölkerung der Ortschaft Chortiatis durchgeführt. Unter dem Kommando des Feldwebels der Wehrmacht Fritz Schubert tötete das nach ihm benannte Jagdkommando Schubert (griechische Bezeichnung Schuberei), rekrutiert aus griechischen Kollaborateuren, 149 Menschen der Zivilbevölkerung von Chortiatis. Ein Teil der Opfer wurde bei lebendigem Leibe verbrannt.

Im Prozess gegen Fritz Schubert – von der kommunistischen Zeitung Rizospastis als Monster von Kreta bezeichnet – im Juli 1947 machte der Angeklagte griechische Sicherheitsbataillone unter dem Kommando von Oberst Georgios Poulos für das Massaker von Asvestochori verantwortlich. Im Prozess stellte sich heraus, dass bereits am 26. Juli 1944 in Asvestochori 15 Einwohner vom Jagdkommando Schubert getötet worden waren. Der Prozess gegen Fritz Schubert endete am 5. August 1947 mit einem Todesurteil gegen den Angeklagten. Anfang 1948 wurden weitere Prozesse gegen Mitglieder des Jagdkommando Schubert wegen diverser Übergriffe einschließlich des Vorfalls von Chortiatis begonnen. In einem dieser Prozesse vor dem Sondergericht in Thessaloniki beschrieb der Zeuge Panagiotis Sarvanis die Vorgänge in Chortiatis wie folgt: 

„Die Männer von Schubert haben mich mit anderen genommen und in die Bäckerei eingeschlossen. Sie haben auf uns geschossen, überdeckten uns danach mit Gräsern und zündeten diese an.“

Politische Brisanz gewann das Massaker vor Chortiatis Ende der 1980er Jahre im Rahmen der Untersuchungen einer internationalen Historikerkommission über die mutmaßliche Beteiligung bzw. Mitwisserschaft des ehemaligen UN-Generalsekretärs und österreichischen Bundespräsidenten Kurt Waldheim. Dieser war als Offizier der Wehrmacht im Stab des Befehlshabers Saloniki-Ägäis zur Zeit des Massakers tätig.